# Lester Randolph Ford senior
Lester Randolph Ford senior (* 25. Oktober 1886 in Missouri, USA; † 11. November 1967 in Charlottesville, Virginia, USA) war ein US-amerikanischer Mathematiker und Vater von Lester Randolph Ford (Jr.).

## Leben
Ford studierte an der Missouri State University mit dem Bachelor-Abschluss 1911 und an der Harvard University mit dem Master-Abschluss 1913 und der Promotion bei Maxime Bôcher 1917. Er war am Rice Institute, ab Ende der 1930er Jahre Professor am Armour Institute of Technology, aus dem 1940 das Illinois Institute of Technology wurde.
Von 1942 bis 1946 war er Herausgeber des American Mathematical Monthly sowie Präsident der Mathematical Association of America von 1947 bis 1948.
Nach ihm sind der Ford-Kreis und der Lester Randolph Ford Award benannt.